# فيليب سيمور هوفمان
فيليب سيمور هوفمان (بالإنجليزية: Philip Seymour Hoffman)‏ (23 يوليو 1967 - 2 فبراير 2014): هو ممثل أمريكي فائز بجائزة الأوسكار لأفضل ممثل 2005 عن دوره في فيلم كابوتي، كما حصل بنفس الدور على ثلاث جوائز أخرى، أفضل ممثل من الأكاديمية البريطانية لفنون الفيلم والتلفزيون وأفضل ممثل من نقابة ممثلي الشاشة، وجائزة الغولدن غلوب لأفضل ممثل، ظهر في عدة أفلام منها عطر امرأة وإعصار والسيد ريبلي الموهوب وليباوسكي الكبير وبالكاد مشهور وجبل الثلج والساعة 25 وحرب تشارلي ويلسون وسينكدوكي، نيويورك وكرة المال .

## الوفاة
توفي صبيحة يوم الأحد 2 فبراير 2014 في شقته في مانهاتن في نيويورك بسبب جرعة زائدة من المخدرات.
عثر في شقته بعد وفاته على كمية كبيرة من الهيروين.

## روابط خارجية
- فيليب سيمور هوفمان على موقع IMDb (الإنجليزية)
- فيليب سيمور هوفمان على موقع الموسوعة البريطانية (الإنجليزية)
- فيليب سيمور هوفمان على موقع روتن توميتوز (الإنجليزية)
- فيليب سيمور هوفمان على موقع مونزينجر (الألمانية)
- فيليب سيمور هوفمان على موقع ألو سيني (الفرنسية)
- فيليب سيمور هوفمان على موقع ميوزك برينز (الإنجليزية)
- فيليب سيمور هوفمان على موقع ميوزك برينز (الإنجليزية)
- فيليب سيمور هوفمان على موقع تيرنر كلاسيك موفيز (الإنجليزية)
- فيليب سيمور هوفمان على موقع أول موفي (الإنجليزية)
- فيليب سيمور هوفمان على موقع بوكس أوفيس موجو (الإنجليزية)